# Amsacta rubricostata
Amsacta rubricostata är en fjärilsart som beskrevs av George Thomas Bethune-Baker. Amsacta rubricostata ingår i släktet Amsacta och familjen björnspinnare. Inga underarter finns listade i Catalogue of Life.